# Hypnos (racconto)
Hypnos (id.) è un racconto breve di H. P. Lovecraft scritto nel maggio del 1922. La rivista National Amateur lo pubblicò nel maggio del 1923; in seguito Hypnos apparve sulle pagine di Weird Tales (più precisamente nei numeri di maggio, giugno e luglio del 1924).
Hypnos è uno dei cosiddetti "racconti di sogno", come La stella polare e Oltre il muro del sonno. In una lettera dell'8 febbraio 1922 all'amico Frank Belknap Long (cioè un paio di mesi prima della stesura di Hypnos) Lovecraft scrisse di come gli risultasse molto più facile comporre un racconto fantastico affidandosi alle vive impressioni di un sogno recente piuttosto che mettendosi seduto alla scrivania in cerca di ispirazione.

## Trama
Il protagonista del racconto è uno scultore che, divenuto amico di un uomo incontrato per caso, inizia con lui a far uso di potenti droghe per spingersi ad esplorare le regioni estreme della dimensione onirica.